# 阿提米絲2號
阿提米絲2號（英語：Artemis 2，正式名稱為）是NASA的阿耳忒弥斯计划的第二個任務和第一次载人飞行，预计在2026年4月实施（原定于2024年11月）。目前的計劃是使用太空发射系统发射一艘載人的獵戶座太空船，執行月球飛越測試並返回地球。這是自1972年阿波羅17號以來人類首次飛離近地軌道的飛行任務。
以前稱為探索任務2號（Exploration Mission-2,EM-2），該任務在阿提米絲計畫成形後重新命名。

## 航天員乘組
根據NASA和加拿大航天局之間的協議，該任務有一名加拿大航天員一同繞月。 再往後的登月任務才會包含歐洲及亞洲的宇航員。
| 岗位     | 宇航员                          | 宇航员                          |
| -------- | ------------------------------- | ------------------------------- |
| 指挥官   | 里德·怀斯曼，NASA 第2次飞行     | 里德·怀斯曼，NASA 第2次飞行     |
| 飞行员   | 维克多·格洛弗，NASA 第2次飞行   | 维克多·格洛弗，NASA 第2次飞行   |
| 任务专家 | 杰里米·汉森，CSA 第1次飞行      | 杰里米·汉森，CSA 第1次飞行      |
| 任务专家 | 克里斯蒂娜·科赫，NASA 第2次飞行 | 克里斯蒂娜·科赫，NASA 第2次飞行 |

## 发射日期
阿耳忒弥斯2號原定于2024年11月发射。
2024年1月9日，NASA将發射時間推遲至2025年9月，这是由于下列三項問題因素：其一為2022年12月阿耳忒弥斯1號重返大氣層期間，獵戶座太空艙隔熱罩上的材料意外受到侵蝕；其二為太空艙生命維持系統組件，對執行阿耳忒弥斯3号任務的太空船交付的硬體進行檢查後發現驅動閥門的電路故障，包括清除二氧化碳的系統。NASA決定更換電子設備，包括执行阿耳忒弥斯2号的獵戶座飞船的電子設備；其三与猎户座飞船的发射中止系统有关，该系统可让飞船从发生故障的太空发射系统逃逸。在某些情况下，中止系统被触发时，猎户座飞船的电气系统会出现“缺陷”，因此无法保证猎户座飞船从逃逸分离到着陆的整个过程的功率冗余度。
2024年12月5日，NASA将發射時間推遲至2026年4月，这是由於獵戶座太空船新隔熱罩尚未準備好。
2025年3月，NASA發言人表示，阿耳忒弥斯2號可能会提前发射，最早可能在2026年2月，不过NASA的官方页面仍显示发射日期为2026年4月。